# Andrea Rocchigiani
Andrea Rocchigiani (Firenze, 29 agosto 1967) è un allenatore di calcio ed ex calciatore italiano, che militava nel ruolo difensore.

## Carriera

### Giocatore

#### Club
Cresciuto nella Fiorentina, vi esordisce in Serie A nella stagione 1986-1987 collezionando 12 presenze; la stagione successiva ancora in viola, non scende mai in campo.
Nel 1988 scende in Serie C1 per vestire la maglia del Vicenza, disputando 21 partite. La stagione successiva torna in Toscana con la maglia dell'Arezzo con 27 presenze all'attivo.
Nel 1990 disputa la Serie B con il Barletta collezionando 26 presenze. La stagione successiva, nuovo ritorno nella regione natia, vestendo i colori del Siena dove in un biennio colleziona 46 presenze.
Nel 1994 è al Giorgione dove conclude in Serie C2 la sua carriera professionistica. Seguono esperienze tra i dilettanti della Rondinella e dello Scandicci.

#### Nazionale
Ha fatto parte dell'Italia under 20 al mondiale di categoria del 1987 in Cile oltre che dell'Italia under 18 all'europeo di categoria del 1986.

### Allenatore
Vanta esperienze da allenatore tra le formazioni dilettantistiche toscane tra cui il Club Sportivo Firenze la San Michele Cattolica Virtus l'Audace Legnaia e infine di nuovo Club Sportivo Firenze.
Dal 4 Luglio 2019 è allenatore della U.S.Faellese, squadra di Seconda Categoria - Girone L - Toscana
Nel 2020 è allenatore del Dopo Lavoro Ferroviario Firenze U-17

## Palmarès

### Titoli giovanili
- Torneo di Viareggio: 1

Fiorentina: 1988